# Международный бронепробег "Дорога Мужества"
Международный бронепробег «Дорога Мужества» — ежегодная военно-патриотическая акция в формате автопробега с использованием бывшей военной техники, которая проходит по городам России. Посвящена отдельным памятным датам Великой Отечественной войны. В зависимости от маршрута в конкретном году, участники посещали также и города Белоруссии. Мероприятие проводится при поддержке различных государственных структур РФ.

## Бронетехника

Международный бронепробег «Дорога Мужества»

Международный бронепробег «Дорога Мужества»

Международный бронепробег «Дорога Мужества»

Международный бронепробег «Дорога Мужества»

Международный бронепробег «Дорога Мужества»

Основу бронепробега составляет снятая с вооружения (демилитаризованная) и восстановленная военная техника, например: БРДМ-1, БТР-152, БРДМ-2, БТР-40, БТР-80, БМ-14-17, БТР-152. В состав колонны обычно также входят военные автомобили ЗИС-151, ЗИЛ 131, ГАЗ-69, ЗИЛ-164, УАЗ 469 и другие машины (в том числе и современные) в зависимости от масштаба и участников самих пробегов.

## Участники
Участниками являются реставраторы списанной военной техники, общественные организации и военные музеи, послы из России, Казахстана, Белоруссии, Армении. Организатором проекта выступает Межрегиональная общественная организация содействия изучению и эксплуатации военной техники (МРОО СИЭВТ) «Военно-Техническое Общество», имеющая автопарк из более чем 60 демилитаризованных машин.

## Маршруты
Первый бронепробег «Дорога мужества» состоялся в июне 2017 года. Колонна из 15 единиц демилитаризованной техники проехала по городам Голицыно — Можайск— Вязьма — Смоленск — Орша — Береза — Минск — Брест, расположенных на территории России и Белоруссии. Общая протяженность маршрута составила более 2,3 тысяч км. В этих населенных пунктах состоялись митинги и возложения цветов к мемориалам павших советских воинов.
В 2018 году бронепробег прошел по маршруту Москва — Брест — Москва протяженностью свыше 2,3 тысяч. км.
В 2019 году колонна бронетехники проехала по маршруту Москва — Тверь — Валдай — Великий Новгород — Санкт-Петербург — Торжок, преодолев 1,5 тысячи км.

## Бронепробег в 2020 году
Четвертый бронепробег «Дорога Мужества», приуроченный к 75-летию Победы в Великой Отечественной войне, прошёл в российских городах с 8 по 15 июля. Мероприятие вошло в План основных мероприятий по проведению в России Года памяти и славы 2020 года, разработанный по указу Президента РФ Владимира Путина.
Тематика бронепробега 2020 года — битва на Курской дуге летом 1943 года. Участники проедут на демилитаризованной технике по маршруту Москва — Тула — Орел — Курск — Прохоровка — Белгород — Москва. Этот бронепробег стал самым массовым: в нем приняло участие 50 человек и 17 единиц военной техники, а также автобус сопровождения и эвакуатор. 
В населённых пунктах – городах-героях и городах воинской славы – участники мероприятия приняли участие в возложении цветов к мемориалам павшим советским воинам. Для жителей реставраторы провели презентацию бронемашин с рассказом о военных действиях, в которых участвовала техника.
Впервые участниками «Дороги мужества» стали военнослужащие Отдельной дивизии оперативного назначения имени Ф.Э. Дзержинского Росгвардии, которые отправились в пробег на трех бронированных автомобилях СБМ ВПК-233136 «Тигр», «Урал-ВВ», «Патруль». Также мероприятие поддержали юнармейцы города Москвы.
На длинном маршруте не обошлось без происшествий: три единицы техники – БРДМ-2, БМ-13-16 «Катюша», ГАЗ-63 – сломались во время пробега. Помощь в их транспортировке оказали военнослужащие национальной гвардии.

## Бронепробег в 2021 году
Пятый юбилейный бронепробег "Дорога Мужества", приуроченный к 80-летию Смоленского сражения в Великой Отечественной войне, планировалось провести с 8 по 13 июля. Участники бронепробега должны были проехать на демилитаризованной и военной технике 1 300 км по маршруту Москва - Ржев - Вязьма - Смоленск - Брянск - Людиново - деревня Петрищево - Москва. Однако мероприятие пришлось перенести на 2022 год из-за серьезного ухудшения коронавирусной обстановки в России: в регионах начали отменять массовые мероприятия.

## Достижения и гранты
В 2017 году участники «Дороги Мужества» установили рекорд, который вошел в Книгу рекордов России как самый длительный марш-бросок, совершаемый на бронетехнике. Проект также стал лауреатом Фонда президентских грантов и получил финансирование 5,8 млн рублей на проведение второго бронепробега Москва-Брест-Москва.